# Жукалюк Микола Арсентійович
Мико́ла Арсе́нтійович Жукалю́к (нар. 14 травня 1932 року, с. Великий Порськ, Ковельський район, Волинська обл., Україна) — служитель, адміністратор та історик протестантської Церкви адвентистів сьомого дня (АСД), видавець, редактор, журналіст, письменник, суспільний діяч. Член Всесвітньої ради Церкви адвентистів сьомого дня (1979–1994 роки). Перший президент Церкви адвентистів сьомого дня в Україні (1988–1993 роки). Як голова Церкви адвентистів сьомого дня в Україні разом із керівниками інших християнських конфесій брав участь у створенні Українського Біблійного Товариства (1991). Почесний член Центрального Правління Українського Біблійного Товариства. Засновник всеукраїнського видавництва «Джерело життя», його директор і головний редактор (1993–2002). Керівник відділу релігійної свободи і суспільних зв’язків Церкви адвентистів сьомого дня в Україні (1993–2002). Автор і співавтор 15 книг. Головний редактор четвертого новітнього перекладу Біблії українською мовою Рафаїла Турконяка (лютий 2013 — дотепер). Кавалер ордена святого рівноапостольного князя Володимира Великого (УПЦ МП, 1999) та ордена «За заслуги» 3-го ступеня (2003) .

## Біографія
- Микола Арсентійович Жукалюк народився 14 травня 1932 року, с. Великий Порськ, Волинське воєводство Польської республіки (на сьогодні Волинська область, Західна Україна).
- 1938 рік — пішов у перший клас.
- 1948 рік — приймає водне хрещення і стає членом Церкви АСД.
- У 1950–1953 роках — служба в Радянській армії.
- 1952 рік — закінчує заочне відділення військової кафедри журналістики Ленінградського університету.
- Березень 1954 року — одружується з Євгенією Воронюк.
- 1954–1958 роки — служить біблійним працівником у Церкві АСД м. Вінниця.
- 1955 рік — стає помічником обласного пастора Віктора Комарова по Вінницькій області.
- Восени 1958 року за рішенням керівництва Церкви в Україні переїздить до м. Тульчина, Віницької обл. для пасторського служіння в с. Клебань і здійснює служіння в чотирьох громадах Черкаської області: Монастирище, Семенівка, Франківка, Пугачівка.
- 1958 рік — рукопокладений пастором Олександром Парасеєм на служіння пресвітера.
- 1960 рік — закінчив заочне відділення факультету живопису Московського державного університету мистецтв.
- Восени 1964 року направлений на служіння у м. Львів.
- У 1965 році закінчив заочне відділення факультету стенографії Московського державного університету мистецтв.
- 1965 рік — посвячений на служіння проповідника за участю Павла Мацанова, Петра Сільмана, Дмитра Васюкова, Дмитра Колбача.
- 1965 рік — стає членом Всеукраїнської ради Церкви АСД.
- 1965–1973 роки — організовує і провадить у Львові підпільне видавництво, в якому в різний час були задіяні близько 40 друкарок, які розмножували на друкарських машинках християнську літературу.
- 1973–1975 роки — ув’язнений за релігійну діяльність.
- Восени 1979 року стає членом виконавчого комітету Генеральної Конференції Церкви адвентистів сьомого дня.
- 1988–1993 роки — стає першим президентом Церкви АСД в Україні.
- 1993–2002 роки — створює та очолює християнське видавництво «Джерело життя» та керує відділом релігійної свободи і суспільних зв’язків Церкви адвентистів сьомого дня в Україні.
- З лютого 2013 року працює над редакцією четвертого новітнього перекладу Біблії українською мовою Рафаїла Турконяка.

### Дитинство
Микола Жукалюк народився 14 травня 1932 року, в с. Великий Порськ, Волинське воєводство Польської республіки (на сьогодні Волинська область, Західна Україна). Батьки Миколи Жукалюка — православні за віросповіданням, батько співав у церковному хорі та був скрипалем на весіллях. У 1938 році сім’я, досліджуючи Біблію, приєдналася до Церкви адвентистів сьомого дня, прийнявши хрещення шляхом повного занурення у воду.
У чотирирічному віці навчився читати, спочатку польською, а потім українською, і в сім років прочитав Біблію. У школі при польській прокатолицькій, а пізніше — радянській атеїстичній владі, попри покарання з боку вчителів, дотримувався біблійних принципів, зокрема Декалогу (книга Вихід 20) — не відвідував школу по суботах.
Паралельно з навчанням у старших класах середньої школи закінчив шестимісячні курси бухгалтерського обліку та курси тракториста. Батько мав інвалідність, тож Микола як старший син у сім’ї змалечку допомагав батькам по господарству та працював помічником бухгалтера у колгоспі, заробляючи трудодні.
Перші журналістські твори почав писати у сьомому класі (1946 рік) та публікував їх у місцевій Ковельській районній газеті «Радянське село» і всесоюзній газеті «Пионерская правда».

### Юність
У 16-річному віці (1948 рік) Микола Жукалюк засвідчує свою віру в Ісуса Христа актом хрещення через повне занурення у воду.
Після закінчення школи проходить курси прискореної підготовки сільських кореспондентів, після чого стає студентом заочного відділення журналістики при Луцькому педагогічному інституті з подальшим переводом у Ленінградський державний університет. Тоді ж дописує до газети «Радянська Волинь».
У 1950–1953 роках — служба в Радянській армії. Після закінчення в 1952 році заочного відділення журналістики Ленінградського державного університету поєднує службу в армії з працею військового журналіста в газеті «На страже Родины» Ленінградського військового округу.
В процесі навчання в школі молодшого командного складу артилерійської інструментальної розвідки (АІР) на третій рік служби в армії зробив важливі геодезичні відкриття. Вдосконалив геодезичний прилад, який обчислював дані території, куди потрапляв снаряд. Якщо раніше географічні координати прилад обчислював за 2,5 хв., то після вдосконалення приладу дані можна було отримати за 50 с. За відкриття молодий винахідник отримав державну нагороду — Почесну грамоту ЦК комсомолу, хоча ніколи до лав цієї організації не входив. Начальника школи майора Львова (ім’я з’ясувати поки не вдалося) підвищили у званні до підполковника. Після закінчення школи Миколі Жукалюку надали військове звання старшого сержанта та запросили викладати у школі командного складу АІР, від чого він через релігійно зумовлені пацифістичні переконання відмовився.
Микола Жукалюк брав участь у розмінуванні територій Ленінградської і Новгородської областей, за що отримав посвідчення і медаль учасника бойових дій.

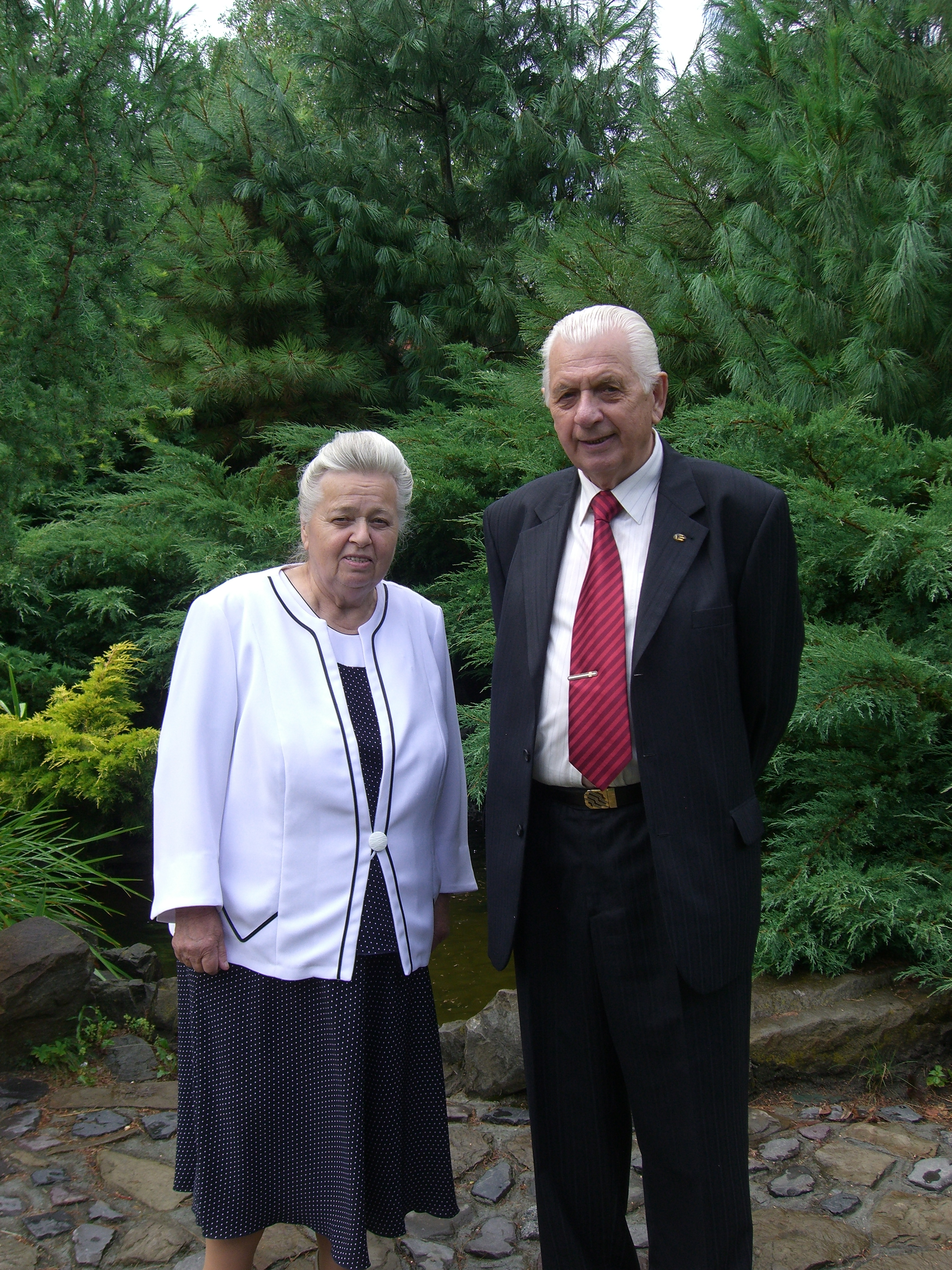
Микола Арсентійович з дружиною

### Сім'я
У березні 1954 року одружився з Євгенією Йосипівною Воронюк. У подружжя Жукалюк народилися чотири доньки: Надія, Любов, Віра та Наталія.

### Ув'язнення за віру
28 листопада 1973 року Микола Жукалюк був затриманий, ув’язнений та засуджений за двома статтями Кримінального Кодексу УРСР: 138 ч. 2 — порушення законодавства про відокремлення Церкви від держави (залучення молоді і дітей до церковного служіння та їхнє християнське виховання) та 148 ч. 2 — заняття забороненим промислом (видавництво і розповсюдження релігійної літератури).
Обшук у його квартирі тривав вісім годин. Слідчі органи вилучили самвидавну літературу та фінансові запаси сім’ї в розмірі 981 руб. Шість місяців тривали допити Миколи Жукалюка працівниками КДБ і утримання в слідчому ізоляторі. 28 червня 1974 року суд виніс вирок — два роки позбавлення волі з відбуванням терміну, що залишився, на будівництві доменної печі на Криворізькому металургійному заводі «Криворіжсталь». Там він отримав травму ноги. Сім місяців тривало лікування, після чого хворий потребував постійного догляду. На прохання рідних комендант табору дозволив в’язню на час реабілітації перебувати на приватній квартирі, яка спочатку була під вартою, а пізніше, коли впевнилися, що ув’язнений не збирається тікати, варта була знята. Ситуація, що склалася, дала можливість Миколі Жукалюку, будучи в’язнем, створювати посібники з вивчення Біблії. У кінці серпня 1975 року Микола Жукалюк був достроково звільнений за клопотанням адміністрації «Криворіжсталі».

## Роль у подоланні розколу Адвентистської церкви в СРСР
Протягом 1955–1980 років Церква адвентистів сьомого дня на території колишнього СРСР зазнала внутрішньоцерковних розколів.
Пастор Григорій Григор’єв у тяжкий воєнний час духовно підтримував церкву АСД в СРСР. Після війни він створив першу Всесоюзну раду адвентистів сьомого дня (ВРАСД) з п’яти лідерів від різних радянських республік. Після смерті Григорія Григор’єва в 1952 році головою ВРАСД обрали Павла Мацанова. Як член ВРАСД Церкву АСД в Україні очолив Федір Мельник. За релігійні переконання та активну релігійну діяльність Павла Мацанова у допомозі релігійним в’язням, їхнім сім’ям, а також залучення до служіння в Церкві молодих служителів, Рада у справах релігій при Раді Міністрів СРСР наприкінці 1954 року вилучила в нього реєстраційну довідку керівника церковного органу. Тому в 1955 році головою ВРАСДу був обраний Степан Кулижський, а його заступником в Україні — Олександр Парасей. Їх вважали лояльнішими щодо влади, яка забороняла будь-яку місіонерську діяльність, а надто — хрещення молоді, тоді як Павло Мацанов вважав ці форми церковної діяльності пріоритетними.
Більшість служителів Церкви і рядових віруючих сприймали рішення розширеного пленуму ВРАСД щодо зняття Павла Мацанова з посади як незаконне, прийняте під тиском атеїстичної Ради у справах релігій при Раді Міністрів СРСР, і продовжували визнавати Мацанова лідером радянських адвентистів. Обидва центри в той час мали паралельні церковні структури і відділи. Конфронтація всередині конфесії була вигідна атеїстичній владі, а агенти КДБ, маскуючись під прибічників «врасдівців» чи «мацанівців», поглиблювали розкол.
За різними оцінками, головними причинами розколу були: штучна ізоляція радянською владою Адвентистської церкви на території СРСР від всесвітнього адвентизму й особисті амбіції окремих адвентистських лідерів.
Духовний центр на чолі з Павлом Мацановим охоплював близько 80% усіх адвентистів СРСР і проводив активну місіонерську діяльність, яка дозволила збільшити кількість членів церкви, зокрема серед молоді, і розширити штат служителів. У 1975 році на чолі ВРАСДу стає Михайло Кулаков, який за дозволом влади невдовзі відвідує ув’язненого Миколу Жукалюка, аби обговорити способи подальших дій. За новим рішенням суду, на чотири місяці раніше Жукалюка визволили. Кулаков і Жукалюк виступили з ініціативою про подолання розколу.
16 грудня 1976 року відбулася перша неофіційна зустріч лідерів двох протидіючих сторін з метою примирення і об’єднання.
Важливу роль у примиренні сторін відіграла Всесвітня організація Церкви АСД — Генеральна Конференція (ГК). У 1978 році в Україну приїхав президент ГК Роберт Пірсон, який закликав керівників різних таборів до взаємного «визнання вини за минуле» та прощення. Після заклику Пірсона постала довга пауза. В цей момент Микола Жукалюк піднявся на кафедру і зізнався в особистій вині за стан церкви, після чого так зробили й інші активісти обох груп.
27 травня 1979 року в м. Тула (Російська Федерація) відбувся з’їзд служителів Адвентистської церкви Російської Федерації, на якому було обрано офіційним керівником Церкви в Росії пастора Михайла Кулакова. Це також полегшило процес примирення, адже розкіл і протистояння всередині Церкви, на думку її лідерів, завдали їй не меншої шкоди, ніж репресії сталінської доби.
Микола Жукалюк і Михайло Кулаков у справі об’єднання Церкви АСД в єдину організацію відіграли у ті часи ведучу роль. Їхню діяльність визнала і Всесвітня Церква АСД, Генеральна Конференція, обравши обох членами Всесвітньої Ради Церкви АСД.
Вони їздили по всіх церквах Радянського Союзу, аби вести перемовини та сприяти об’єднанню розрізнених сторін.
8 червня 1981 році новий керівник ГК Ніл Вільсон заявив, що Генеральна Конференція визнає тільки єдину Церкву, а не протидіючі організації. В той час «тепліли» і релігійні стосунки Церкви з комуністичною владою.
У 1988 році у Києві відбувся офіційний IV з’їзд Церкви адвентистів сьомого дня, на якому Микола Жукалюк був обраний першим керівником (президентом) Церкви адвентистів в Україні за всю її історію. На цій посаді він перебував до 1993 року — виборів керівника Церкви адвентистів сьомого Дня в Україні, процес яких уже не контролювали радянські спецслужби.

## Видавництво «Джерело життя»
У радянській Україні свою літературу адвентисти видавали лише підпільно. Ще до розпаду СРСР у 1990 році керівництво церкви започаткувало щомісячну газету «Вісник миру» (з 2000 року «Адвентистський вісник»). Створили перший видавничий відділ під керівництвом Миколи Жукалюка. Першим головним редактором газети «Вісник миру» був Богдан Качмар.
На базі російського видавництва «Источник жизни» у 1991 році в Києві відкрили книгарню. Через рік її відкрили у Львові. Тим часом українська діаспора у Канаді і США видавала кольоровий журнал «Ознаки часу», однак через те, що їхнє видавництво за кордоном зупинилось, щоквартальний журнал «Ознаки часу» («Знамения времени») почали видавати в Україні (відповідальний редактор Юрій Токарєв).
У 1993 році церковне керівництво в Україні вирішує створити своє видавництво і друкарню. У 1994 році Микола Жукалюк очолює новостворене видавництво «Джерело життя», поєднуючи керівництво видавництвом з працею головного редактора.
Наприкінці 1995 року придбали поліграфічне обладнання, що дало змогу самостійно друкувати літературу цього видавництва.
На сьогодні видавництво нараховує 20 штатних працівників, які випускають журнали, газети та книги на богословську, духовну, наукову, науково-популярну, довідково-навчальну тематики. Переважають публікації про здоровий спосіб життя й посібники з вивчення Біблії.
Видаються такі журнали: «Ознаки часу», «Знамения времени», «Страна историй», «Дружболандия». Газети: «Вічний скарб», «Вечное сокровище», «Скарбничка», «Моя здоровая семья», «Флешка» (рус., укр.), «В спектре».
Середній наклад книжкового видання 3000–5000 примірників. Газета «Вічний скарб» виходить 400-тисячним накладом. Частка національних авторів у книжковій продукції становить 20%.

## Українське Біблійне Товариство
Микола Жукалюк як керівник Церкви адвентистів сьомого дня в Україні разом із керівниками інших християнських Церков брав активну участь в процесі заснування та реєстрації Українського Біблійного Товариства (УБТ), яке розпочало свою діяльність у 1991 році. Є почесним членом Центрального Правління УБТ. До 2002 року Жукалюк очолював ревізійну комісію УБТ та допомагав у редагуванні перекладу Біблії українською мовою з давньогрецької мови o. Рафаїла Турконяка. Повернувшись до Львова у 2002 році, Микола Жукалюк працює головним редактором різних видань у Західному регіональному відділенні Біблійного Товариства.
Завданням УБТ є здійснення перекладу, друкування і поширення Святого Письма — Біблії та окремих її частин — для духовного відродження і просвітництва народу України. Починаючи з 2013 року і донині Микола Жукалюк очолює та є головним редактором видавничого відділу з перекладу Біблії доктора богослов’я Рафаїла Турконяка з давньоєврейської на сучасну українську мову. В основі редагування стоїть дотримання стилістики біблійних книг, порівняння тексту Турконяка з іншими авторськими перекладами і пристосування його для розуміння та осмислення сучасними читачами.
У червні 2016 року, до 25-річчя Українського Біблійного Товариства, були опубліковані окремі біблійні книги, правками яких займався (і продовжує займатися) редакційний колектив на чолі з Миколою Жукалюком: П’ятикнижжя Мойсея та Псалми Давида з Притчами Соломона. Це підготовчий попередній варіант новітнього перекладу окремих книг Біблії з давньоєврейської мови, який здійснив доктор богослов’я о. Рафаїл Турконяк.
Мета новітнього перекладу Біблії українською мовою: удосконалити переклад Святого Письма згідно з міжнародними стандартами та вимогами до біблійних перекладів, аби він міг бути прийнятний і зрозумілий для україномовних християн усіх конфесій
Завдання: «скоротити відстань» між текстом, написаним тисячі років тому, і сучасним читачем.
Особливість перекладу:
- постійне порівняння перекладів та відбір варіантів, найбільш точних за змістом;
- рівновага між буквалізмом і парафразом: перекладати слід буквально, настільки це можливо, і водночас вільно, у разі гострої потреби;
- слова, які у даному перекладі виділені курсивом (для внесення ясності), в оригіналі відсутні;
- імена і географічні назви увійшли до нового перекладу Біблії з попередніх перекладів Святого Письма українською мовою.

Триває праця над підготовкою новітнього перекладу інших книг Біблії, їхньої апробації та видання.

## Нагороди
- Державна нагорода — Почесна грамота ЦК комсомолу за вдосконалення геодезичного приладу і виконання спецзавдань, 1953 рік.
- Посвідчення і медаль учасника бойових дій за участь у розмінуванні території 1952–1953 років
- Орден святого рівноапостольного князя Володимира Великого (УПЦ МП, 1999 рік) за участь у заснуванні Українського Біблійного Товариства, активну діяльність у ньому та підтримку міжконфесійного діалогу.
- Кавалер ордена «За заслуги» 3-го ступеня (2003 рік) за заслуги у відродженні духовності України.

## Книги
- Вспоминайте наставников ваших / Н. Жукалюк. — Киев: Джерело життя, 1999. — Історія про Церкву Адвентистів сьомого дня на території царської Росії і за радянської влади, про окремих людей, які вплинули на розвиток Церкви АСД.
- Почти дома / Н. Жукалюк. — Заокский: Источник жизни, 2002. — Книга описує 57 з’їзд Всесвітньої церкви АСД Генеральної конференції в м. Торонто, Канада 2000 р.
- Через крутые перевалы / Н. Жукалюк. — Заокский: Источник жизни, 2002. — Авторська монографія життя автора та ролі Бога у людській долі.
- Вот я, пошли меня / Н. Жукалюк. — Заокский: Источник жизни, 2004. — Про духовно-просвітницьку роботу пасторів-місіонерів на території країн колишнього Радянського союзу, труднощі, через які вони проходили, та досвіди з Богом.
- Преображенные Христом / Н. Жукалюк. — Заокский: Источник жизни, 2006. — Книга описує 58 з’їзд Всесвітньої церкви АСД Генеральної конференції в Сент-Луїсі, США 2005 р. під девізом: «Преображенные Христом».
- Проповідуй Слово (том 1) / М. Жукалюк. — Київ: Джерело життя, 2006 — Тематичні збірки проповідей з різноманітних біблійних питань.
- Проповідуй Слово (том 2) / М. Жукалюк. — Київ: Джерело життя, 2007 — Тематичні збірки проповідей з різноманітних біблійних питань.
- Проповідуй Слово (том 3) / М. Жукалюк. — Київ: Джерело життя, 2010 — Тематичні збірки проповідей з різноманітних біблійних питань.
- Когда невыносимо тяжело / Н. Жукалюк. — Заокский: Источник жизни, 2009. — Книга розповідає про молитовні досвіди людей та відповіді Бога у складних обставинах життя.
- Крізь бурі, шторми, лихоліття / М. Жукалюк. — Київ: Джерело життя, 2009. — Історія Церкви адвентистів сьомого дня в Західній Україні на основі архівних матеріалів різних державних інституцій.
- Ни направо, ни налево / Н. Жукалюк. — Заокский: Источник жизни, 2012. — Книга видана в рік 80-річного ювілею Миколи Жукалюка, де він розповідає про свій пасторський досвід та розкриває погляд Церкви АСД на основі сучасних проблем суспільства.
- За кого вы Меня почитаете / Н. Жукалюк. — Заокский: Источник жизни, 2014. — Книга надає докази на користь Божественності Ісуса Христа і Святого Духа та розповідає, як у різні часи люди набували розуміння щодо Божественної природи Ісуса Христа.

### У співавторстві
- Парасей А. Ф., Жукалюк Н. А. Бедная, бросаемая бурею / А. Ф. Парасей, Н. А. Жукалюк. — Київ: Джерело життя, 1997. — Нариси історії Церкви АСД протягом століття. Про труднощі і випробування, з якими стикнулася Церква в період сталінських репресій і подальшого правління тоталітарного комуністичного режиму та про відродження церкви АСД в демократичній Україні.
- Жукалюк М., Степовик Д. Коротка історія перекладів Біблії українською мовою / М. Жукалюк, Д. Степовик. — Київ: Джерело життя, 2003. — Популярна історія перекладів Святого Письма на українських землях.
- Жукалюк Н., Любащенко В. История Церкви христиан Адвентистов седьмого дня в Украине / Н. Жукалюк, В. Любащенко. — Киев: Джерело життя, 2003.
- Микола Жукалюк написав сотні статей на релігійну, суспільну, патріотичну та виховну тематики.

## Кредо життя
Помилки роблять усі люди, однак менше їх робить той, хто пам’ятає минуле, вміє його аналізувати і робити відповідні висновки на сьогодні і на майбутнє

## Улюблені цитати з Біблії
«Двох речей я прошу від Тебе, — не відмов мені, перш, ніж я помру: віддали від мене марноту і обманливе слово, убогості і багатства не давай мені, а годуй мене за потребою щоденним хлібом» (Приповісті 30:7, 8).
«Горе мені, моя мамо, що ти мене народила чоловіком, з яким сперечається і свариться вся країна! Адже я нікому не позичав під відсотки, і сам ні в кого не брав на лихву…» (книга Єремії 15:10).

## Цікаві факти
- Микола Жукалюк носить дошлюбне прізвище матері. Його прізвище по батькові Вишневський.
- Двічі ходив у перший клас: рік навчався при польській владі, бо коли прийшла радянська влада, то визнала навчання в школі при польській владі недійсним.
- Мріяв стати художником або хірургом, а став пастором і письменником.
- Йому двічі пред’являли звинувачення у порушенні Кримінального кодексу УРСР за релігійну діяльність, але звільняли через «відсутність складу злочину».